# António Gonçalves da Costa
António Gonçalves da Costa (Farminhão, 1 de Novembro de 1887 – 16 de Janeiro de 1983) mais conhecido como "Padre Costa", foi um marco da sociedade Viseense nos meados do século XX. Foi colono em Angola, Padre, Arquitecto (Colégio do Sagrado Coração e Lar das Carmelitas), dono de colégio (colégio Beirão), professor de latim e agricultor. Com sentido de justiça e bom senso superior a sua opinião foi sempre tida como decisiva quando algo de importante era necessário fazer na cidade.
Apesar de se ter desvinculado da vida eclesiástica para poder se casar, o seu afastamento foi pacífico e sem ruptura com a Igreja Católica. Aliás, foi, até à sua época, o primeiro padre que se casou tendo exclusivamente recebido uma bênção papal.
Desde a década de 1930 e até à sua morte explorou a sua quinta (Quinta das Bicas) de 25 hectares sita, parte, onde hoje se encontra o Fórum Viseu, o Pavilhão Multiusos de Viseu, a Avenida da Europa e a Avenida António José de Almeida.
Esta quinta foi durante décadas considerada modelo exemplar tendo recebido vários prémios do Ministério da Agricultura de Portugal de produtividade e boa gestão.
Foi autor de diversos textos publicados em jornais quer com o seu nome próprio quer sob o pseudônimo "Pade Gil". A cidade de Viseu em 1989 inaugurou a rua "Padre Costa" que actualmente serve o Pavilhão Multiusos de Viseu e intercepta a av. António José de Almeida.